# 버지스시약
버지스시약(Burgess reagent) (methyl N-(triethylammoniumsulfonyl)carbamate)은 유기화학(organic chemistry)에서 사용하는 순하고(mild) 선택적인(selective) 탈수 시약(dehydrating reagent)이다. 조지아 공과대학교(Georgia Institute of Technology)의 에드워드 버지스(Edward M. Burgess) 연구실에서 개발되었다.
버지스시약은 인근 양성자(adjacent proton)가 있는 이차 알코올(secondary alcohol)과 삼차 알코올(tertiary alcohol)을 알켄(alkene)으로 변환하는데 사용된다. 일차 알코올(primary alcohol)의 탈수(dehydration)는 효능이 별로 없다. 시약은 일반 유기 솔벤트(organic solvent)에 녹으며, 분자 내 제거반응(intramolecular elimination reaction)을 통하여 종합제거반응(syn elimination)과 함께 알코올 탈수가 발생한다. 버지스시약은 카바메이트(carbamate)이자 분자내 염(inner salt)이다. 기제는 다음과 같다.

## 조제
시약은 벤젠(benzene) 내 메탄올(methanol)과 트리에틸아민(triethylamine)의 반응을 통하여 클로로설포닐 이소시아네이트(chlorosulfonylisocyanate)로부터 조제된다.